# Solange Witteveen
Solange Witteveen (Solange Marilú Witteveen; * 6. Februar 1976 in Buenos Aires) ist eine ehemalige argentinische Hochspringerin.
Bei den Panamerikanischen Spielen 1995 in Mar del Plata wurde sie Siebte.
1997 siegte sie bei den Südamerikameisterschaften in Mar del Plata und schied bei den Weltmeisterschaften in Athen in der Qualifikation aus. Im Jahr darauf gewann sie Silber bei den Iberoamerikanischen Meisterschaften. 1999 holte sie Bronze bei der Universiade, siegte bei den Panamerikanischen Spielen in Winnipeg und scheiterte bei den Weltmeisterschaften in Sevilla in der Vorrunde.
2000 siegte sie bei den Iberoamerikanischen Meisterschaften, kam aber bei den Olympischen Spielen in Sydney nicht über die erste Runde hinaus.
2001 wurde ihr der Sieg bei den Südamerikameisterschaften in Manaus wegen Dopings mit Pemolin aberkannt.
Nach Ablauf der gegen sie verhängten Sperre wurde sie Siebte bei den Panamerikanischen Spielen in Santo Domingo und schied bei den Weltmeisterschaften in Paris/Saint-Denis in der Qualifikation aus. Auch bei den Olympischen Spielen in Athen kam sie nicht über die Vorrunde hinaus.
Bei den Südamerikameisterschaften holte sie 2005 in Cali und 2006 in Tunja Silber. 2007 folgte einer weiteren Silbermedaille bei den Südamerikameisterschaften in São Paulo ein achter Platz bei den Panamerikanischen Spielen in Rio de Janeiro. 2008 gewann sie Bronze bei den Iberoamerikanischen Meisterschaften und 2009 Silber bei den Südamerikameisterschaften in Lima.

## Persönliche Bestleistungen
- Hochsprung: 1,96 m, 8. September 1997, Oristano (Südamerikarekord)
- Halle: 1,94 m, 9. Februar 2000, Brünn (Südamerikarekord)